# 하토야마 미유키
하토야마 미유키(일본어: 鳩山 幸, 1943년 6월 23일 ~ )는 일본의 배우이자 라이프 코디네이터이며, 전직 총리 하토야마 유키오의 부인이다.

## 인물

### 어린 시절
1943년 제2차 세계 대전이 일어난 동안 일본 점령하의 중화민국 상하이시에서 독실한 개신교 신자 부모에게 태어난 그녀는 고베시에서 자라왔다.

### 경력
1960년대 동안 미유키는 전여성 다카라즈카 가극단에서 배우였다. 자신의 20대 중반에 무대 경력을 그만두고 미국으로 이주하였다.
그녀는 요리에 관한 책의 다수를 집필하였다. 그녀의 저서들 중에 하와이의 장수식 요리법에 관한 〈Spiritual Food〉가 있다.

### 결혼 생활과 가족
샌프란시스코에서 미유키는 스탠퍼드 대학교에서 수학 중인 훗날의 남편 하토야마 유키오를 만났다. 그녀가 이전 남편과 이혼한 후, 유키오과 1975년에 결혼하였다. 부부는 단 하나의 아들 기이치로를 두었는 데 그는 러시아에서 공학 연구를 수학하고 있다.

### 개인 생활

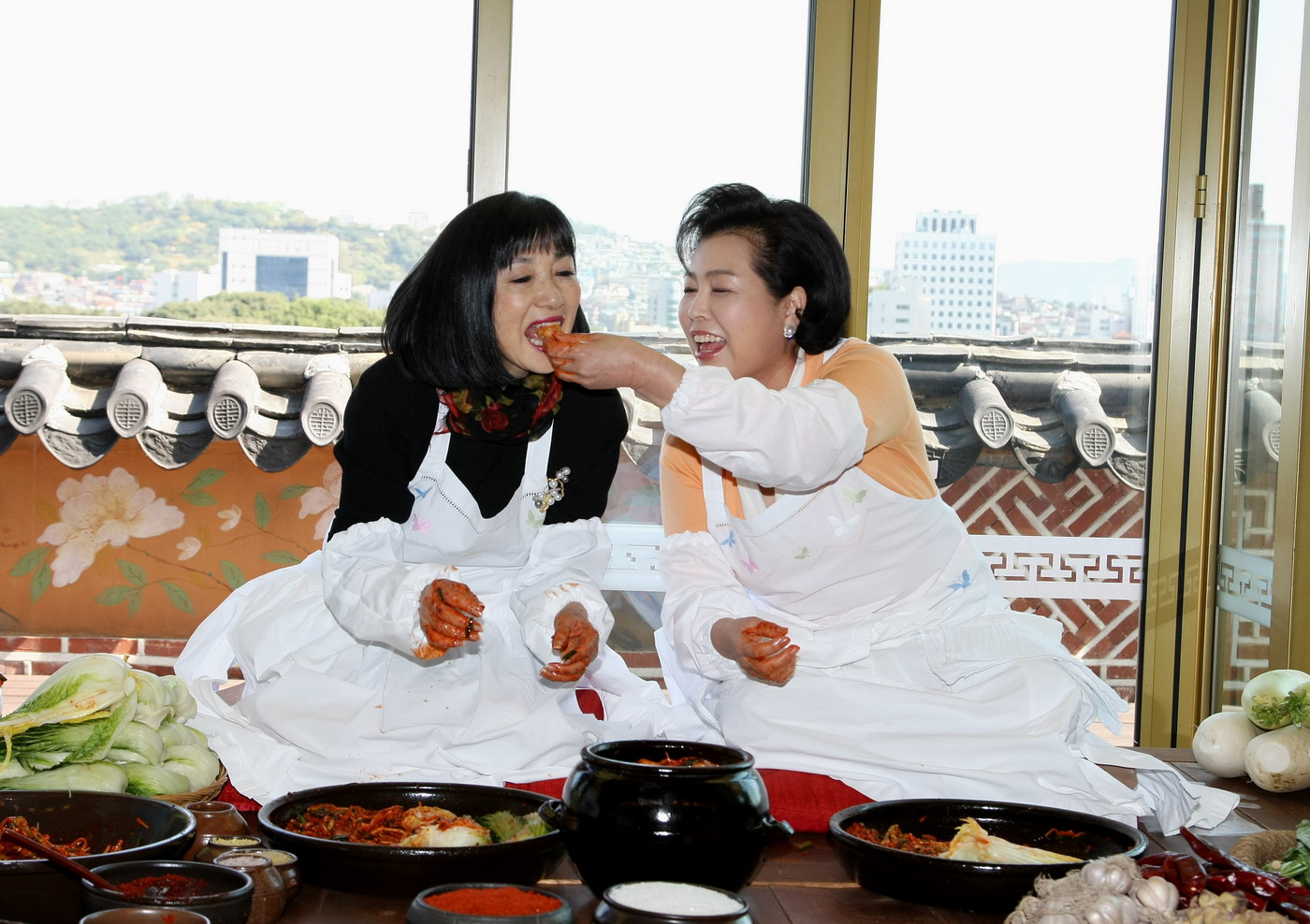
김윤옥 여사가 하토야마 미유키에게 김치를 대접하는 모습

하토야마 미유키는 가끔 일본의 토크쇼에 나오는 데, 음식, 종교와 정치를 포함한 화제를 논의하는 편이다. 그녀는 도자기와 스테인드 글라스로부터 예술을 창조하는 것을 자신의 흥미들로 명단에 놓았다.
열성적인 한류 팬인 하토야마 여사는 한국의 문화, 특히 대한민국의 드라마와 요리를 사랑하는 자신에 관하여 가끔 말을 꺼냈다. 그녀는 자신의 남편과 함께 대한민국의 드라마를 보고, 김치를 매일 먹는 것에 대해 자신의 청춘적인 출연이 귀착시킨다고도 말하였다. 어떤이들은 한국인들이 가진 전부를 위한 그녀의 열정이 한일 관계를 향상시키는 데 도움을 주었다고 소감을 남겼다.
2009년 10월 하토야마 부부가 공식 방한할 때 서울특별시 인사동 지역 거리에 나오면서 관중들로부터 박수갈채를 받았다.